# The Lost Thing
The Lost Thing ist ein australischer animierter Kurzfilm von Shaun Tan und Andrew Ruhemann aus dem Jahr 2010.

## Handlung
Ein Ort irgendwann in der Zukunft: Ein Junge geht eines Tages mal wieder am Strand entlang, um Flaschendeckel für seine Flaschendeckelsammlung zu suchen. Am Strand findet er ein übermannsgroßes Ding vor: Es ist rot, besitzt einen kaffeekannenähnlichen Metallkörper mit einer Art Deckel, Tentakel, auf denen es sich fortbewegt und zwei Scherenhände, an denen Glöckchen hängen. In seinem Inneren kreist ein Ventilator.
Der Junge freundet sich mit dem Ding, das verloren wirkt, an, spielt mit ihm Ball und baut Sandburgen. Am Abend jedoch wird deutlich, dass das Ding zu niemandem gehört. Der Junge sucht vergeblich nach einem Besitzer und nimmt es am Ende mit heim zu seinen Eltern, die wenig begeistert reagieren. So stellt er das Ding schließlich in seiner Werkstatt ab.
Als er im Fernsehen eine Werbung des Federal Department of Odds & Ends sieht, das dazu aufruft, anscheinend verlorene oder untypische Dinge zu ihnen zu bringen, macht er sich am nächsten Tag mit dem Ding auf den Weg zum Sitz des Instituts. In dem dunklen und unwirtlichen Gebäude soll er zunächst zahlreiche Formulare ausfüllen, erhält jedoch von einem kleinen Reinigungswesen eine Karte mit einem Pfeil darauf: Wenn ihm das Ding wirklich am Herzen liegt, soll er es nicht im Department zurücklassen, da es so vergessen werde. Der Junge und das Ding folgen den Pfeilen, die dem auf der Karte gleichen, und gelangen schließlich in eine kleine Seitengasse, die an einer verschlossenen Tür endet. Nach einer Prüfung werden der Junge und das Ding eingelassen und sehen sich plötzlich einer paradiesgleichen, von ähnlichen Dingen bevölkerten Landschaft gegenüber, in der jedes Ding mit dem anderen in Einklang lebt und jedes seine Eigenart ausleben kann. Der Junge lässt das Ding zurück.
Später gibt er zu, nicht mehr so oft an das Ding zu denken und auch in seinem Leben immer weniger, ähnlich verloren wirkende Dinge zu entdecken – vielleicht, weil es sie nicht mehr gibt, vielleicht aber auch, weil er in seinem Leben inzwischen weniger Zeit hat, darauf zu achten.

## Produktion
The Lost Thing beruht auf dem gleichnamigen Buch von Shaun Tan aus dem Jahr 1999. Zunächst reagierte Tan skeptisch auf den 2001 unterbreiteten Vorschlag von Ruhemann und Produzentin Byrne, das Buch zu verfilmen, hatte er zuvor doch bereits mit einer anderen Produktionsfirma über die Verfilmung eines seiner Bücher gesprochen, die schließlich nie realisiert wurde.
Der Film entstand nach mehrjähriger Vorbereitungszeit unter der Co-Regie von Andrew Ruhemann und Shaun Tan. Die eigentliche Produktion begann 2007 und endete im April 2010. Im Film wurden 76 Charaktere computeranimiert; das Filmteam bestand aus vier Personen. Finanziell unterstützt wurde das Projekt von Passion Pictures UK und Screen Australia.
Die Handlung des Films hält sich eng an die Buchvorlage und übernimmt die meisten Dialoge wortwörtlich. Der Erzähler des Films ist Tim Minchin.
The Lost Thing erlebte seine Weltpremiere am 3. Juni 2010 auf dem Festival d’Animation Annecy. Die australische Erstaufführung erfolgte im gleichen Monat auf dem Sydney Film Festival. Ende 2010 wurde der Film auf DVD veröffentlicht.

## Auszeichnungen
The Lost Thing wurde 2011 mit dem Oscar in der Kategorie „Bester animierter Kurzfilm“ ausgezeichnet.
Auf dem Festival d’Animation Annecy erhielt The Lost Thing den Cristal d’Annecy als bester Kurzfilm. Auf dem Sydney Film Festival wurde er mit dem Yoram Gross Animation Award ausgezeichnet. Auf dem Trickfilmfestival Stuttgart erhielt er 2011 den SWR-Publikumspreis.
Von der Australian Screen Sound Guild wurde der Film 2010 mit einem ASSG Award für den besten Ton in einem animierten Kurzfilm ausgezeichnet.